# Государственный архив звукозаписей Азербайджанской Республики
Государственный архив звукозаписей Азербайджанской Республики создан решением Совета Министров Азербайджанской ССР от 5 апреля 1968 года. Среди 6 архивов подчиняющихся Национальному архивному управлению Азербайджана является самым молодым и вторым (после российского) подобным учреждением в СНГ.
Архив хранит 70000 звукозаписей, более 4000 видеозаписей. Это звукозаписи, отражающие жизнь, деятельность и творчество живших в XX веке государственных, политических и общественных деятелей, деятелей науки и культуры, ветеранов войны и труда. В фондах архива собраны также записи образцов народного творчества, театральных спектаклей и другие фонодокументы. Наряду с хранением, архив осуществляет реставрацию старинных звукозаписей. Сотни произведений классиков знаменитого на весь мир азербайджанского мугама 1900—1914 гг. записываются в различных мировых студиях звукозаписи.
Начало истории звукозаписи в Азербайджане связано с открытием в 1901 году в Баку местного отделения Императорского русского музыкального общества. Первым исполнителем на Востоке, записавшим свое исполнение на граммофонный вал, стал легендарный азербайджанский ханенде Джаббар Карьягдыоглы, ему аккомпанировал прославленный тарист Гурбан Пиримов. Первыми фонозаписями архива были граммофонные пластинки с записями свыше 500 мугамов, теснифов, народных песен и напевов в исполнении прославленных азербайджанских ханенде Джаббара Карьягдыоглы, Сеида Шушинского, Кечачи оглы Мухаммеда, Алескера Абдуллаева, Гамида Малыбейли, Меджида Бейбутова, Мешади Мамеда Фарзалиева, Бюльбюля, Абдулкадыра Джаббарова, женщины-ханенде Мирзы Гюлляр ханум, таристов Мешади Джамиля Амирова, Гурбана Пиримова, Мирзы Фараджа, Ширина Ахундова и других. Эти записи были осуществлены такими компаниями как «Граммофон» (Англия), «Пате» (Франция), «Спорт-Рекорд» (Варшава), «Экстрафон» (Киев), «Концерт-Рекорд» (Тифлис), «Граммофон-Рекорд» (Баку).
В архиве идет работа по оцифровке хранящихся здесь материалов. Ныне архив сотрудничает с научно-исследовательским центром Королевской библиотеки Великобритании, в которую были отправлены около 50 цифровых звукозаписей знаменитых азербайджанских ашугских дастанов. Отреставрировано и оцифровано около 35 процентов материалов в архиве. В их число входят звукозаписи 1902-1940-х годов. Оцифровка архивных материалов продолжается, весь архив содержится в электронном формате.
Вначале архив состоял из 4 отделов: отдел регистрации и хранения звукозаписей, отдел снабжения и приобретения архивного фонда (в настоящее время — Национальный архивный фонд), отдел выпуска и использования звукозаписей, научно-технический отдел. В настоящее время первые три отдела объединены в один, который реализует все три функции:
1. Во-первых, все внесенные звуковые записи должны пройти обязательную экспертизу со стороны государственных органов и быть внесены в регистрационную книгу. Следует указать происхождение звуковой записи, то есть ее историко-культурную ценность, качество и другие особенности. На основании данных составляется карта с названием и описанием. Затем это заносится в картотеку. Также предпринимаются следующие действия:
  - создание страхового фонда для наиболее ценных звукозаписей;
  - устаревшие звуковые записи модернизируются и обновляются;
  - легковоспламеняющиеся звуковые записи упаковывают в огнеупорные контейнеры;
  - звуковые записи, выпущенные в начале века, обрабатываются химически и очищаются.
2. Сотрудники архива звукозаписей раскрывают ценные аудиозаписи от организаций, учреждений и частных лиц и прилагают все усилия, чтобы обеспечить государственную защиту для внесения в архивные записи.
3. Государственный архив звукозаписей должен осуществлять следующее:
  - издавать звуковые записи;
  - собирать различные звуковые записи и готовить тематические рецензии;
  - сотрудничать с экспертами;
  - вести разъяснительную работу о ценности архивных записей с помощью прессы, радио и телевидения.

Первым директором Азербайджанского государственного архива звукозаписей (январь 1969—1974) была доктор филологических наук Гультекин Султанова. С 1974 по 2019 год архив возглавлял заслуженный работник культуры Азербайджана Ягуб (Гасанхан) Мадатов.